# Iacopo Fiorino de' Buoninsegni
Iacopo Fiorino de' Buoninsegni, o  Jacopo Fiorino de' Boninsegni (Siena, XV secolo – Siena, XV secolo), è stato uno scrittore italiano.

## Biografia
Iacopo Fiorino de' Buoninsegni nacque a Siena in una famiglia prestigiosa, figlio di Agnolo di Filippo.
Tra le poche notizie riguardanti la sua vita privata, è noto che nel 1463 sposò Maddalena Tommasi.
Tra i suoi meriti va menzionato quello di essere l'iniziatore, precedente al Sannazzaro, dell'imitazione delle egloghe latine, scrivendone quattro in terza rima durante il suo esilio nel 1468 a Napoli, dedicate ad Alfonso duca di Calabria, pubblicate qualche anno dopo, a Firenze, nel 1482, insieme con altre di altri autori e ristampate con il titolo Bucoliche elegantissime composte da Bernardo Pulci fiorentino...et da Jacopo de' Boninsegni senese, dove quelle del Bernardo Pulci rappresentarono una volgarizzazione delle opere virgiliane.
Nel 1481 ne compose una quinta intitolata Felicità pastorale, dedicata a Lorenzo il Magnifico, dopo che l'anno precedente aveva abbandonato Siena, dove era un influente riformatore, per l'accusa di congiura.
Rientrò a Siena intorno al 1483, quando da un carro allegorico fu recitata una sua ottava raffigurante la formazione della lega con Firenze e Sisto IV. Ma l'anno seguente venne arrestato e messo al confino, così come per altre due volte negli anni successivi.
Le prime sue quattro opere si intitolarono: La persa agnella, Ganimede morto, Confabulazione d'amore e Pronostico, l'unica non dialogata. Tutte si caratterizzarono per la presenza di allegorie politiche o autobiografiche, sotto la copertura pastorale, e risultarono così vive e ricche di qualità drammatiche da anticipare il passaggio dall'agloga dialogata a quella rappresentata, dalla lirica al dramma pastorale. Nella allegoria un altro elemento principale risultò l'imitazione dantesca, ispirata alle vicende politiche del poeta.
Nella prima egloga, drammatica, La persa agnella, due pastori dialogano per la scomparsa d'una agnella per il primo, e d'una cerva per il secondo, e vengono confortati da un amico; l'allegoria presenta un velato senso politico.
La seconda, Ganimede morto, è incentrata su uno sfondo e su una ispirazione religiosa: la scena delle tre Marie presso il Santo Sepolcro è rappresentata da tre pastorelle commosse che si recano presso la tomba dello sposo di una di loro.
Influenzate da Dante le altre egloghe: Confabulazione d'amore in cui rievocando l'Inferno lo scrittore invita ad abbandonare gli amori materiali per indirizzarsi verso il mondo celeste e spirituale; Pronostico, nella quale profetizza un futuro negativo di lutti e critica l'etica e la morale del clero; Felicità pastorale, dedicata al Magnifico, in cui il protagonista è un pastore che viene portato in un luogo felice, dove doveva seguire costantemente una persona femminile, simbolo della purificazione dell'anima dal peccato.

## Opere principali
- La persa agnella;
- Ganimede morto;
- Confabulazione d'amore;
- Pronostico;
- Felicità pastorale.